# Muerte a plazos
Muerte a plazos es la primera novela del escritor mexicano León Zubieta. Escrita en México y publicada por primera vez en España por la Editorial Círculo Rojo en agosto del 2018.
Es una novela negra que maneja un argumento que mezcla la realidad con lo paranormal. Narra la historia de Alberto, un muchacho de 20 años que muere al ser atropellado en su bicicleta. Parte de sus órganos son trasplantados a tres receptores, por lo que su proceso de muerte se interrumpe al no poder desprenderse la totalidad de su consciencia del cuerpo. Ahora tendrá que esperar a que sus anfitriones mueran para que él concluya su propio proceso de muerte.
La novela aborda temas muy actuales, como el tráfico de órganos, la colusión del crimen organizado con las autoridades del Gobierno, la corrupción en México y el tráfico de influencias.